# ジュリア・ヤマコフ
ジュリア・ヤマコフ（Julia Yermakov、5月30日）は、アメリカ合衆国カリフォルニア州出身で日本育ちの女性ナレーター・声優。

## 人物
英語教材を中心に、企業ビデオ、ドキュメンタリー番組、公共機関の音声ガイダンスなどでナレーター・声優をして幅広く活躍。子ども向け日本語混じりの英語劇を作・演出し、日本をはじめ、ボストンとソウルで公演、舞台俳優をしても出演。市山扇寿として日本舞踊を踊る。趣味は、ハイキング、映画鑑賞、温泉、ヨガ、瞑想、ナンプレ。

## 出演番組
テレビ番組
- えいごであそぼ　ケボ役

ラジオ番組
- ラジオ英会話
- 実践ビジネス英語
- 徹底トレーニング英会話